# بن عنقودي
بن عنقودي (الاسم العلمي:Coffea racemosa) هو نوع من النباتات يتبع جنس البن من الفصيلة الفوية.